# اولئیک الکل
اولئیل الکل (به انگلیسی: Oleyl alcohol) با فرمول شیمیایی C۱۸H۳۶O یک ترکیب شیمیایی با شناسه پاب‌کم ۵۲۸۴۴۹۹ است. که جرم مولی آن 268.478 g/mol می‌باشد.